# Náměstí Nikoly Pašiće
Náměstí Nikoly Pašiće(srbsky Трг Николе Пашића/Trg Nikole Pašića) je náměstí v centru srbské metropole Bělehradu. Nachází se v samotném centru města, představuje severní konec Bulváru krále Alexandra. V blízkosti náměstí se nachází i Starý palác (sídlo zastupitelstva Bělehradu), Nový palác (sídlo prezidenta) a palác parlamentu.
Na náměstí se nachází fontána (odhalena v roce 1959 a přebudována roku 1987), socha Nikoly Pašiće a Dům odborů, jedna z mála staveb, která vznikla v duchu socialistického realismu na území tehdejší Jugoslávie.

## Historie
Náměstí vzniklo po druhé světové válce v souvislosti s přestavbou centra města. Původní blok domů na jižním okraji nedaleké Dečanské ulice byl vybourán, aby uvolnil místo velkolepé budově Domu odborů. Od sedmdesátých let bylo rovněž náměstí upraveno do podoby současné pěší zóny. V současné době nese název podle srbského premiéra z první poloviny 20. století Nikoly Pašiće. Do roku 1992 se jmenovalo po Karlu Marxovi a Friedrichu Engelsovi (srbsky Трг Маркса и Енгелса/Trg Marksa i Engelsa). V roce 2017 oznámil bělehradský magistrát záměr náměstí přebudovat, nicméně k zahájení stavebních prací nedošlo. Vzhledem k blízkosti tohoto místa ke státním institucím je náměstí častým místem demonstrací a protestů proti vládě, obdobně jako v případě nedalekého Náměstí republiky. V roce 2020 zde docházelo ke střetům během demonstrací při pandemii nemoci covid-19.